# كورفارا
كورفارا (بالإيطالية: Corvara)‏ هي بلدية في مقاطعة بسكارا في إقليم أبروتسو الإيطالي.

## السكان
في سنة 1861 بلغ عدد السكان 1٬150 نسمة، وتطور العدد ليصل في سنة 2018 لـ 238 نسمة.
يظهر هذا المخطط البياني تطور النمو السكاني لـ كورفارا